# 梅拉妮·贝林格
梅拉妮·贝林格（Melanie Behringer，1985年11月18日—），生于洛拉施，德国女足运动员，司职中场。她现效力于弗赖堡女足以及德国国家队。
贝林格在SpVgg Utzenfeld青年队开始了他的足球生涯，随后加盟了弗赖堡女足。2004年在泰国曼谷举行的U-19女足世青赛中，贝林格在赛事中攻入两球，分别是在半决赛3-1淘汰美国队的比赛中打入第二球以及在决赛对阵中国队时打入所定胜局，最终帮助德国女足2-0击败中国夺得该项赛事的冠军。
2005年1月28日广州系列赛中，贝林格首次代表德国国家女子足球队出场。她也入选了德国国家队2007年女子世界杯足球赛的大名单，并且在德国队创纪录的揭幕战11-0狂胜阿根廷女足的比赛中射入两球。

## 参与赛事
- 2004年，U-19女足欧青赛
- 2004年，U-19女足世青赛
- 2007年，女足世界杯